# 方雪木
方雪木（1937年12月30日—），男，浙江富阳人，中国企业家，曾任杭州贝尔邮电器材有限公司董事长，第八届全国政协委员。